# Белгийска овчарка Грьонендал
Белгийска овчарка Грьонендал (среща се и като Грюнендал) е порода овчарски кучета, призната от повечето големи киноложки клубове. Тя е една от четирите разновидности на Белгийската овчарка, заедно с Малиноа, Лакеноа и Тервьорен. Породата е разпознаваема по изцяло черната си козина.

## Описание

### Външен вид
Грьонендал е атлетично, силно, внушително и издръжливо куче с балансиран външен вид. То трябва да изглежда естествено, а не като че ли току-що е приготвяно за изложение. Козината му трябва да е изобилна, но не чак толкова, че да пречи на работните способности на кучето. Цветът е винаги черен, като се допускат малки бели петна в областта на гръдния кош. Когато се показва, собственикът му не бива да го кара да е в точно определена позиция, а е най-добре изобщо да не го пипа.
Ръстът е между 60 и 66 см за мъжките и 56 и 62 см за женските. Масата е меду 25 и 30 кг за мъжките и 20 и 25 кг за женските.
Грьонендал има дебела двуслойна козина. Текстурата трябва да силна и гъста, като не се приемат вълнист, коприноподобен, къдрав, слаб или остър косъм. Подкосъмът трябва да бъде дебел и изобилен. На изложенията екземплярите без подкосъм се оценяват много ниско.

### Характер
Грьонендал е много интелигентно, активно, вярно и пръвързанокъм стопаните си куче. Това не порода за човек със слабо сърце, но за човек с много свободно време, увереност и любов те са чудесни приятели. Грьонендал е нащрек за непознати и се опитва да защитава собственика си. Обича деца, ако се запознае с тях от ранна възраст. Кучетата от тази порода силно се привързват към стопаните си и не могат да живеят отвън или в кучешка колиба. Нуждаят се от внимание всеки ден и се отделят, ако се оставят дълго време сами.

## Грижи
Грьонендал се нуждае от много физическа активност. С него трябва да се преарват средно по 2 часа дневно. Активността не бива да е само разходка, но трябва да се комбинира и с умствени стимулации. Добри кучешки спортове за породата са Аджилити, Флайбол, Шуцхунд или Овчарско състезание. Обикновено се нуждаят от ресане веднъж дневно, но по време на линеенето изгубват големи количества козина и ресането зачестява до веднъж дневно.